# Can Coromines de Pont-Xetmar
Can Coromines de Pont-Xetmar és una masia de Cornellà del Terri (Pla de l'Estany) protegida com a Bé Cultural d'Interès Local.

## Descripció
Es tracta d'una masia de planta rectangular formada per tres cossos amb un edifici annex d'origen medieval. La part central té teulada a dues vessant amb carener perpendicular a la façana i consta de dues plantes. Els laterals són cossos adossats de planta quadrada i dos pisos, com dos torres. Obertures de llinda monolítica i bisellada. La porta és d'arc de mig punt amb dovelles.